# 에어버스 A319
에어버스 A319(Airbus A319)는 에어버스 A320의 파생형으로 출시된 상업용 승객 쌍발 제트 항공기이다. A319는 124명에서 156명까지 승객을 태울 수 있고 항속거리는 최대 3,700nmi (6,900 km; 4,300마일)이다. 항공기의 최종 조립은 함부르크와 톈진에서 진행된다.
에어버스 A319는 에어버스 A320의 단축된 동체 변형으로 1996년 4월 스위스 항공과 함께 에어버스 A321을 확장한지 약 2년후, 원래 A320을 사용한지 8년 후 서비스를 시작했다. 항공기는 다른 모든 에어버스 A320 제품 변형과 공통유형 등급을 공유 하므로 기존 A320을 조종사가 추가 교육 없이도 항공기를 운항 할 수 있다.

## 같이 보기
- 에어버스 A318
- 에어버스 A320 패밀리
- 보잉 717
- 보잉 737 클래식
- 보잉 737 넥스트 제너레이션
- 코맥 C919
- 투폴레프 Tu-204
- 에어버스 코어포레이트 제트